# Stanisław Klimek (Anthropologe)

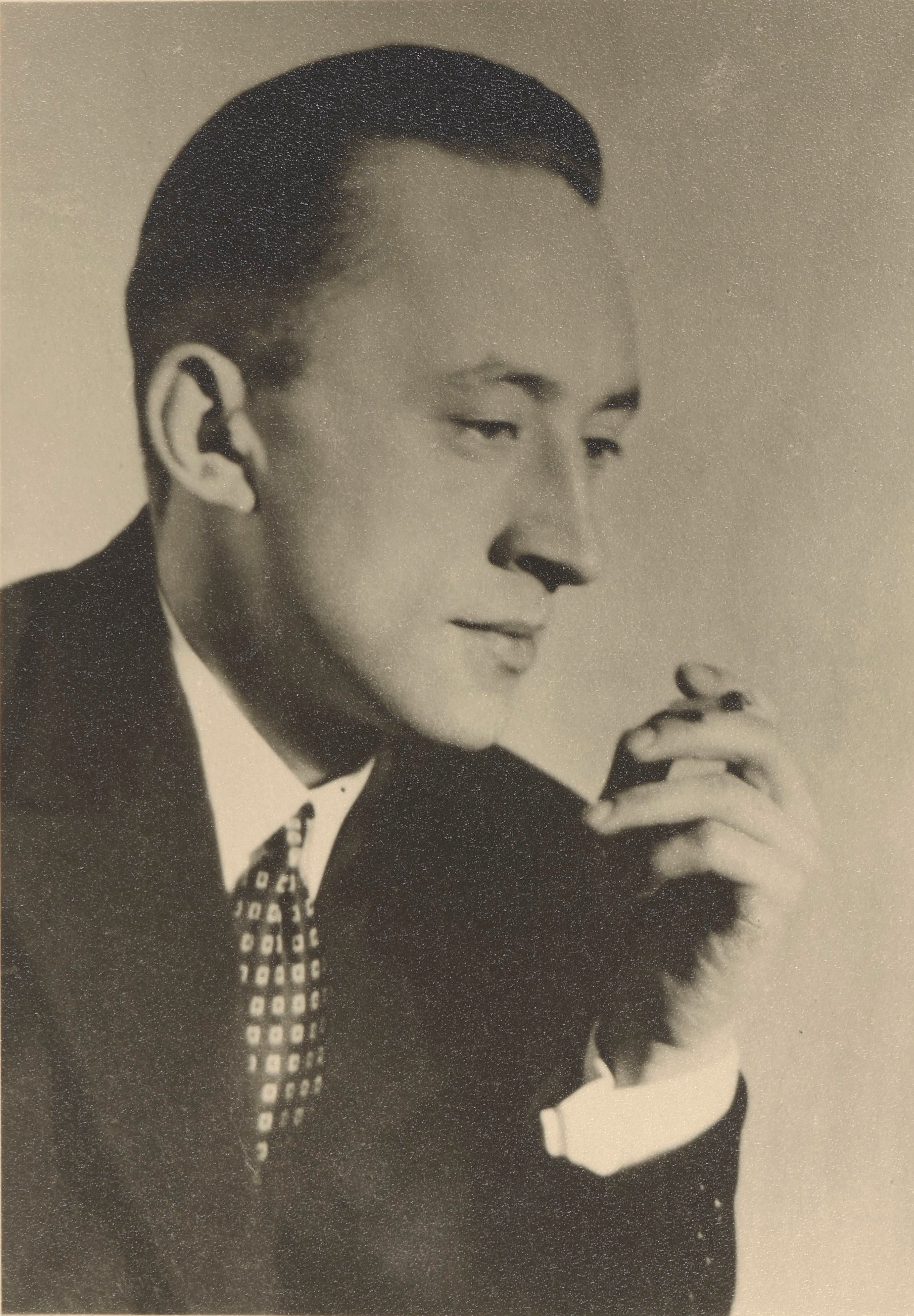
Stanisław Klimek (Januar 1939)

Stanisław Klimek (* 10. September 1903 in Lemberg; † 13. September 1939 in Umiastów bei Ożarów Mazowiecki) war ein polnischer Anthropologe, Ethnologe und Hochschullehrer.

## Leben
Klimek studierte an der Universität Lemberg, promovierte 1927 zum Doktor und habilitierte sich 1932 zum Professor. Er gehörte der Lemberger Anthropologischen Schule (Lwowska szkoła antropologiczna) an und erarbeitete die hierarchische Clusteranalyse nach Jan Czekanowski sowie neue Klassifikation und Typologie im Bereich der Kraniometrie. Im Jahr 1937 reiste er als Stipendiat der Rockefeller-Stiftung an die University of California, Berkeley und setzte seine Forschungen mit den Anthropologen Alfred Kroeber und Edward Winslow Gifford über die Stämme der Tupi- und Yana-Indianer fort.
Nach dem Überfall auf Polen 1939 wurde er als Porutschik mobilisiert und fiel am 13. September bei den Kämpfen um Warschau.

## Schriften (Auswahl)
- Studja nad kranjologią Azji Północnej, Środkowej i Wschodniej. (Studien über Kraniologie von Nord-, Zentral- und Ostasien.) Pierwsza Związkowa Drukarnia, Lwów 1928.
- Przyczynek do kranjologji Indjan amerykańskich. (Beitrag zur Kraniologie amerikanischer Indianer.) Pierwsza Związkowa Drukarnia, Lwów 1928.
- Contribution à la systématique des crânes épipaléolithiques. (Beitrag zur Systematik der Schädel des Epipaläolithikums.) In: Anthropologie 6/1928, Prag 1928, S. 99–109.
- Kraniologische Beiträge zur Systematik der gelben Rasse. In: Verhandlungen der Deutschen Gesellschaft für Physische Anthropologie. E. Schweizerbart, Stuttgart 1930.
- Dalsze studja nad kranjologią Azji. (Weitere Studien über Kraniologie Asiens.) Pierwsza Związkowa Drukarnia, Lwów 1930.
- Terytorja antropologiczne. (Anthropologische Gebiete der Erde). Książnica-Atlas, Lwów 1932. DNB 580393666
- The Structure of California Indian culture. University of California Press, Berkeley 1935. In: American archeology and ethnology, Vol. 2, 37/1936.
- mit Wilhelm Milke: An analysis of the material culture of the Tupi peoples. In: American anthropologist, Vol. 37/1935, s. 71–91. OCLC 837121074
- mit Edward Winslow Gifford: Yana. University of California Press, Berkeley 1936. OCLC 932243493
- Człowiek, jego rasy i życie. (Der Mensch, dessen Rassen und Leben.) Trzaska, Evert i Michalski, Lwów / Warszawa 1938.
- Rasa w zjawiskach społecznych. (Die Unterart als soziales Phänomen.) Wydawnictwo Instytutu Wyższej Kultury Religijnej we Lwowie, Lwów 1939.